# Fredrik Lindberg
Fredrik Lindberg (ur. 2 lutego 1986 w Bro) – szwedzki curler, brązowy medalista olimpijski z Soczi 2014, mistrz świata 2013, mistrz świata juniorów 2004 i mistrz Europy z lat 2009 i 2012. Do 2014 występował w barwach Karlstads curlingklubb, grał jako drugi w zespole Niklasa Edina.
Curling zaczął uprawiać w 1996. Początkowo był kapitanem zespołów juniorów i juniorów młodszych, jednak nie odnosił sukcesów na arenie krajowej. W 2003 dołączył jako otwierający do ekipy Edina i wygrał mistrzostwa Szwecji juniorów, a w konkurencji seniorskiej był 4. W MŚJ 2004 Szwedzi awansowali do finału, gdzie zdobyli złote medale pokonując 6:5 Szwajcarów (Stefan Rindlisbacher).
Po dwóch latach Fredrik wrócił ze srebrnymi medalami Mistrzostw Świata Juniorów 2006. Był wówczas rezerwowym w drużynie Nilsa Carlséna i wystąpił w 4 spotkaniach. W 2007 został wybrany do reprezentacji studenckiej na Zimową Uniwersjadę. Z Sebastianem Krauppem jako kapitanem szwedzka drużyna zajęła 3. miejsce, w meczu o brąz pokonała Kanadyjczyków (Steve Laycock) 9:4. Dwa miesiące później grał w MŚJ, Szwedzi w finale ulegli Kanadzie (Charley Thomas) 8:3.
Podczas Zimowej Uniwersjady 2009 Szwedzi do fazy finałowej awansowali z 1. miejsca. W półfinale pokonali Chińczyków (Wang Fengchun) i zdobyli złote medale po wygranym finale przeciwko Norwegom (Thomas Løvold). Pod koniec roku zespół Edina zakwalifikował się do finału Mistrzostw Europy, wcześniej wygrywając z Norwegią (Thomas Ulsrud). Szwedzki zespół pokonując 6:5 Szwajcarów (Ralph Stöckli) stanął na najwyższym stopniu podium.
W 2010 Lindberg reprezentował kraj na Zimowych Igrzyskach Olimpijskich w Vancouver. Szwedzi zdołali awansować do play-offów po meczu barażowym przeciwko Wielkiej Brytanii (David Murdoch). Ostatecznie uplasowali się na 4. miejscu przegrywając dwa następne mecze przeciw Kanadzie (Kevin Martin) i Szwajcarii (Markus Eggler). Lindbergowi nie udało się też obronić tytułów mistrzowskich na ME, ekipę z Karlstad z 5 wygranymi i 4 porażkami sklasyfikowano na 6. pozycji. W następnych MŚ Szwedzi zdobyli brązowe medale pokonując 7:6 Norwegów (Thomas Ulsrud). Pod koniec roku sąsiedzi zrewanżowali się w meczu finałowym Mistrzostw Europy.
Podczas problemów zdrowotnych Edina w Mistrzostwach Świata 2012 Lindberg grał na pozycji trzeciego. Szwedzi w małym finale pokonali Norwegów (Thomas Ulsrud) 9:8. Reprezentacja Trzech Koron zdobyła mistrzostwo Europy 2012, ponownie wygrywając z drużyną Thomasa Ulsruda. Curlerzy z Karlstad awansowali do fazy finałowej MŚ 2013. W pierwszym meczu pokonali 6:5 Szkocję (David Murdoch), co zapewniło im awans do finału. W ostatnim meczu turnieju szwedzcy zawodnicy zdobyli złote medale, wynikiem 8:6 zwyciężyli z Kanadyjczykami (Brad Jacobs). W ostatnich zawodach WCF w roku, ME 2013, Szwedzi zajęli 5. pozycję.
Szwedzi lepiej prezentowali się podczas Zimowych Igrzyskach Olimpijskich 2014, kiedy z pierwszego miejsca awansowali do półfinałów. Ostatecznie ekipa Trzech Koron uplasowała się na najniższym stopniu podium, w spotkaniu półfinałowym przegrała 5:6 z Brytyjczykami (David Murdoch), w meczu o 3. miejsce zwyciężyła 6:4 nad Chinami (Liu Rui).
Po zakończeniu sezonu 2013/2014 Fredrik Lindberg postanowił na zawiesić swoją karierę sportową. Planuje skupić się na studiach oraz życiu rodzinnym.

## Wielki Szlem
| Turniej                | 2009/2010 | 2010/2011 | 2011/2012 | 2012/2013 | 2013/2014 |
| ---------------------- | --------- | --------- | --------- | --------- | --------- |
| Canadian Open          | A         | A         | SF        | A         | x         |
| Masters                | QF        | QF        | SF        | x         | QF        |
| The National           | A         | QF        | QF        | QF        | x         |
| Players’ Championships | QF        | F         | x         | x         | x         |

| A  | = nie uczestniczył                         |
| x  | = nie zakwalifikował się do fazy finałowej |
| QF | = ćwierćfinał                              |
| SF | = półfinał                                 |
| F  | = finał                                    |
| W  | = zwycięstwo                               |

## Drużyna
|           | Czwarty            | Trzeci            | Drugi              | Otwierający      |
| --------- | ------------------ | ----------------- | ------------------ | ---------------- |
| 2008/2014 | Niklas Edin        | Sebastian Kraupp  | Fredrik Lindberg   | Viktor Kjäll     |
| 2007/2008 | Sebastian Kraupp   | Fredrik Lindberg  | Anders Hammarström | Markus Eriksson  |
| ZU 2007   | Sebastian Kraupp   | Daniel Tenn       | Fredrik Lindberg   | Viktor Kjäll     |
| 2006/2007 | Niklas Edin        | Marcus Hasselborg | Emanuel Allberg    | Fredrik Lindberg |
| 2005/2006 | Anders Hammarström | Fredrik Lindberg  | Tomas Halvarsson   | Erik Westling    |
| 2004/2005 | Niklas Edin        | Fredrik Lindberg  | Jörgen Granberg    | Stefan Nyström   |
| 2003/2004 | Niklas Edin        | Jörgen Granberg   | Fredrik Lindberg   | Stefan Nyström   |
| 2001/2002 | Fredrik Lindberg   | Anders Aström     | Mikael Färnlund    | Joakim Hedberg   |
| 2000/2001 | Fredrik Lindberg   | Joakim Hedberg    | Mikael Färnlund    | Anders Aström    |
| 1999/2000 | Fredrik Lindberg   | Mikael Färnlund   | Joakim Hedberg     | Anders Aström    |
| 1998/1999 | Fredrik Lindberg   | Ola Mattsson      | Mikael Färnlun     | Joakim Hedberg   |